# 22901 Ivanbella
22901 Ivanbella (1999 TY15) là một tiểu hành tinh vành đai chính được phát hiện ngày 12 tháng 10 năm 1999 bởi P. Kušnirák và P. Pravec ở Đài thiên văn Ondřejov.